# Maren Aardahl
Maren Nyland Aardahl (Trondheim, 2 maart 1994) is een Noorse handbalspeler die uitkomt voor de Deense eersteklasser Odense Handbold.

## Carrière

### Club
Maren Nyland Aardahl begon met handballen in haar geboorteplaats nabij Byåsen HE, waar ze in 2012 voor het eerst werd ingezet in het damesteam. Met Byåsen werd ze in 2016 tweede in de Eliteserien. In de zomer van 2019 stapte de cirkelloopster over naar de Duitse Bundesliga-club SG BBM Bietigheim. In het seizoen 2020/21 stond ze onder contract bij de Roemeense eersteklasser SCM Râmnicu Vâlcea. Daarna verhuisde ze naar de Deense eersteklasser Odense Håndbold. Met Odense won ze in 2022 het Deens kampioenschap.

### Nationaal Team
Aardahl speelde 8 interlands voor het Noorse U18-team, waarvoor ze 6 doelpunten maakte. Voor het Noorse U-20 team voltooide ze 17 interlands, waarin ze 20 goals scoorde. Ze eindigde met Noorwegen op de 9e plaats op het WK U-20 2014. Verder werd Aardahl 6 keer ingezet in het Noorse nationale team B.
Op de 10 oktober 2021 maakte ze haar debuut voor het Noorse nationale team in een oefenwedstrijd tegen Slovenië. Kort daarna nam Aardahl deel aan het WK 2021 waar ze met Noorwegen de titel won. Het jaar daarop won ze met Noorwegen het EK. Aardahl droeg 12 doelpunten bij aan het succes.

### Beachhandbal
Maren Nyland Aardahl speelde beachhandbal voor Utleira IL, met wie ze in 2016 het Noorse kampioenschap won. Met het Noorse nationale beachhandbalteam nam ze deel aan de Wereldkampioenschappen beachhandbal 2016, waar ze de bronzen medaille won. Een jaar later won ze de gouden medaille op het Europees kampioenschap beachhandbal. Aardahl scoorde tijdens het toernooi 152 punten, het meeste in het toernooi ex aequo met Eefke ter Sluis, en werd verkozen tot MVP. In hetzelfde jaar nam ze deel aan de World Games. In 2018 won Aardahl de zilveren medaille op het wereldkampioenschap beachhandbal. Ze werd ook geselecteerd voor het all-star team van het toernooi.

## Privé
Jongere zus Maja Nyland Aardahl handbalde van 2012 t/m 2018 bij Byasen HE.